# Hale-Gletscher
Der Hale-Gletscher ist ein 10 km langer Gletscher auf der Thurston-Insel vor der Eights-Küste des westantarktischen Ellsworthlands. Er fließt östlich des Mount Simpson in südwestlicher Richtung zum Abbot-Schelfeis im Peacock-Sund.
Seine Position wurde anhand von Luftaufnahmen der Flugstaffel VX-6 der United States Navy vom Januar 1960 bestimmt. Das Advisory Committee on Antarctic Names benannte ihn 1960 nach Leutnant Bill Joe Hale, Hubschrauberpilot an Bord des Eisbrechers USCGC Burton Island während der Forschungsfahrt der US-Navy im Februar 1960 in die Bellingshausen-See.